# 小行星13003
小行星13003（13003 Dickbeasley）是一颗绕太阳运转的小行星，为主小行星带小行星。该小行星于1982年3月发现。

## 轨道参数
小行星13003的轨道半长轴为382 573 576 km，2.5573100 UA，离心率为0.207。